# ازگنین
ازگنین یکی از روستاهای بخش رودبار شهرستان در رشته کوه البرز در شمال شهرستان قزوین به شمار رفته و به دو قسمت ازگنین سفلی و ازگنین علیا تقسیم می‌شود.